# Dorfkirche Briest (Schwedt/Oder)

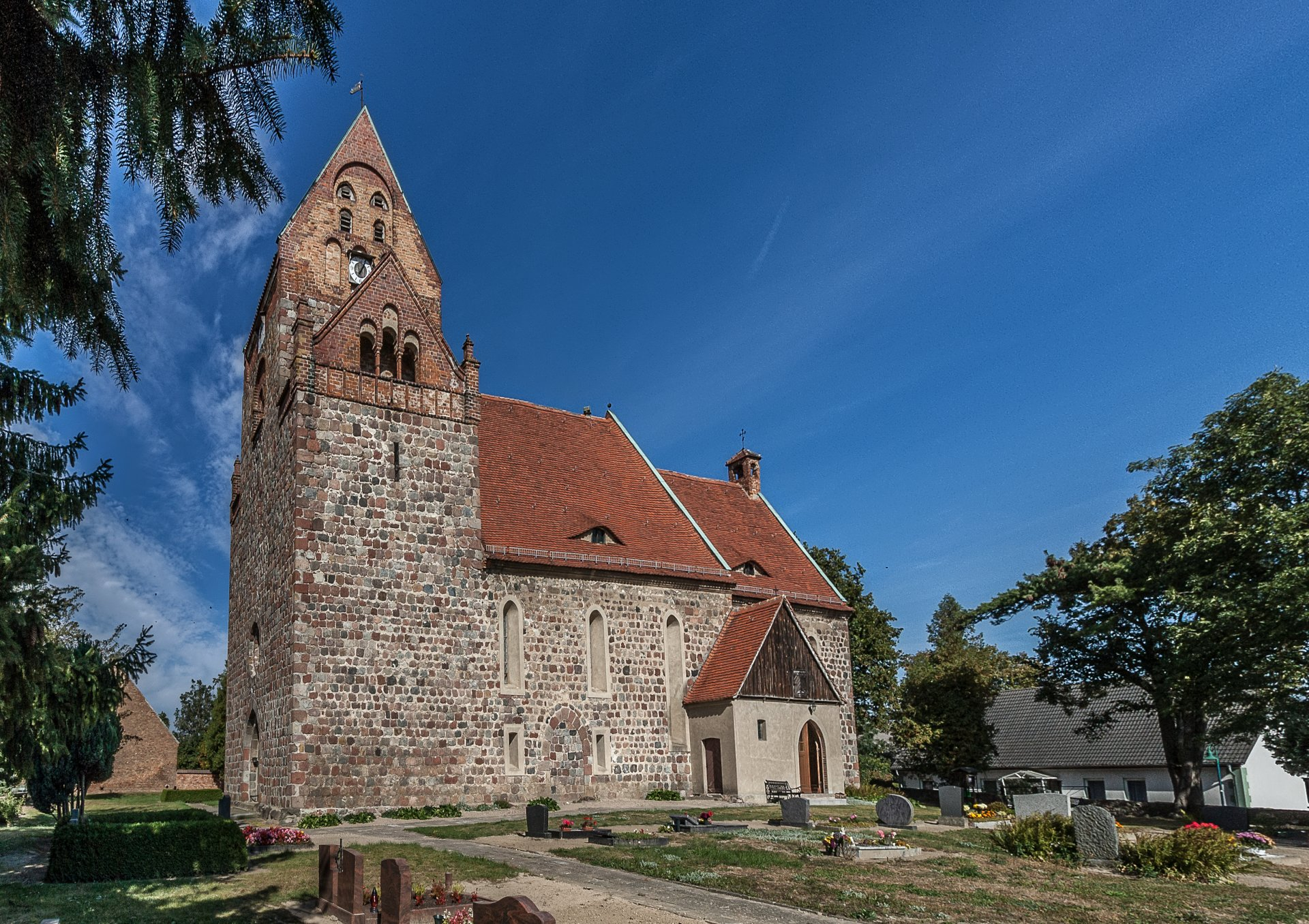
Dorfkirche Briest (Passow)

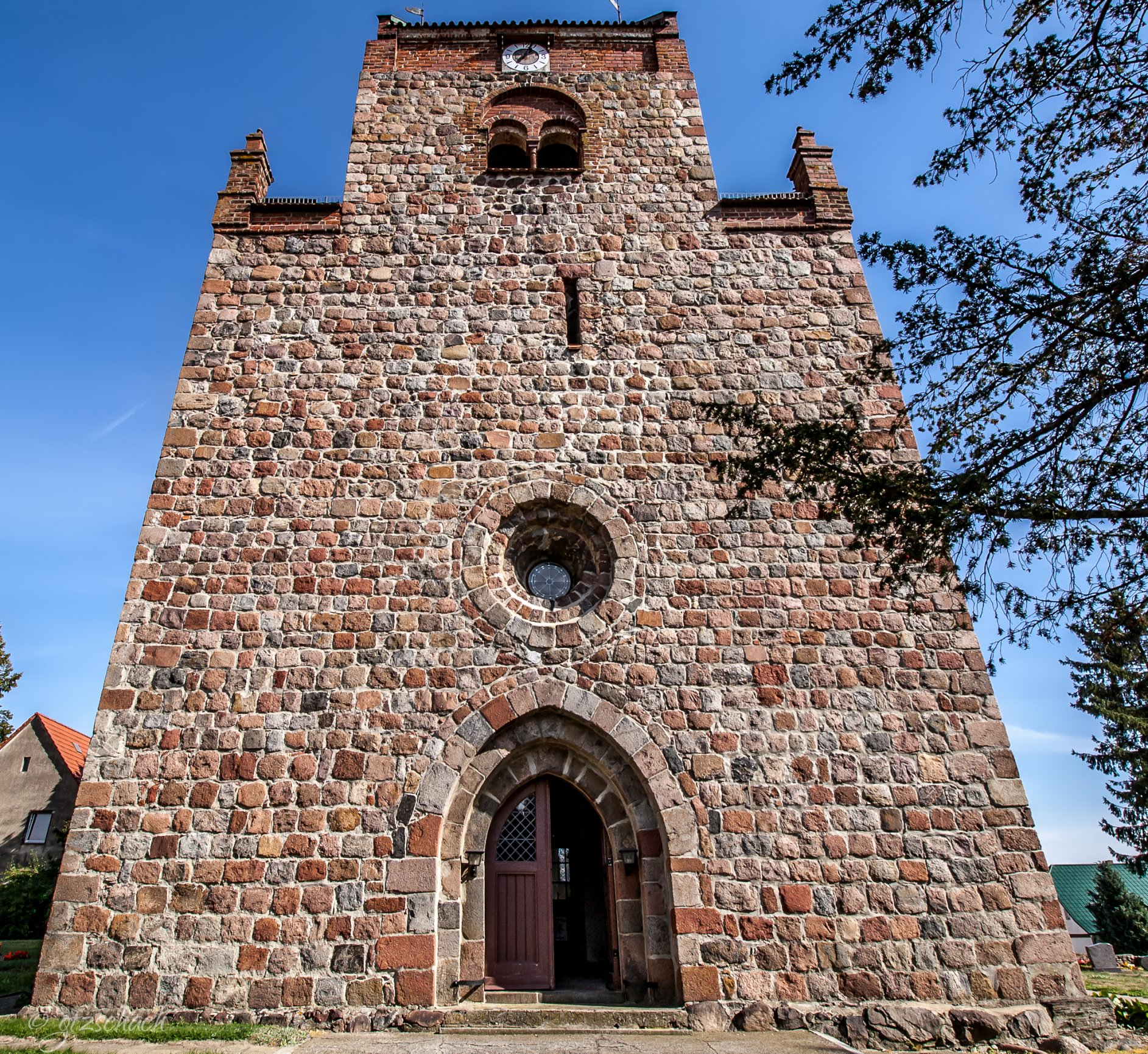
Ansicht von Westen

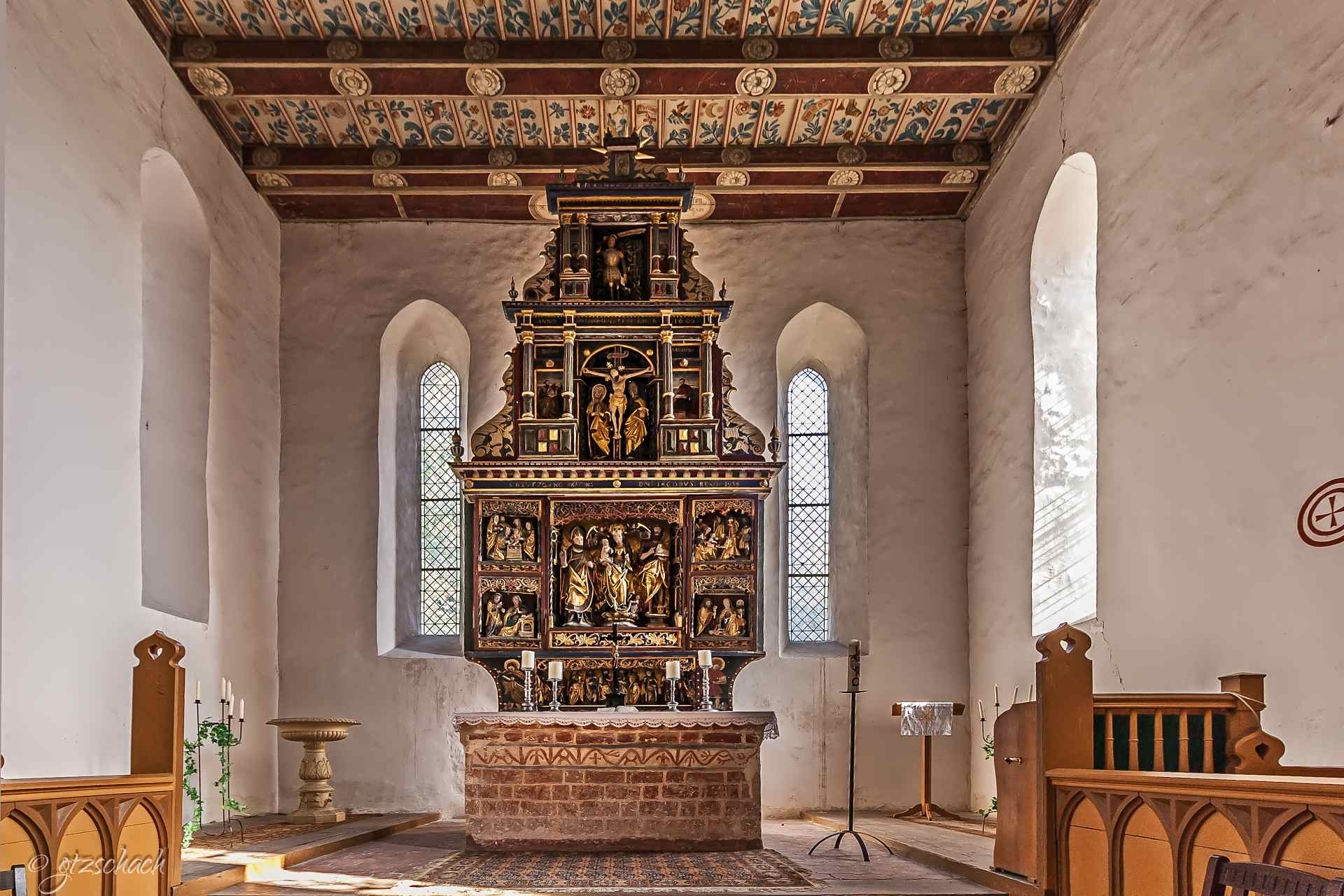
Altar

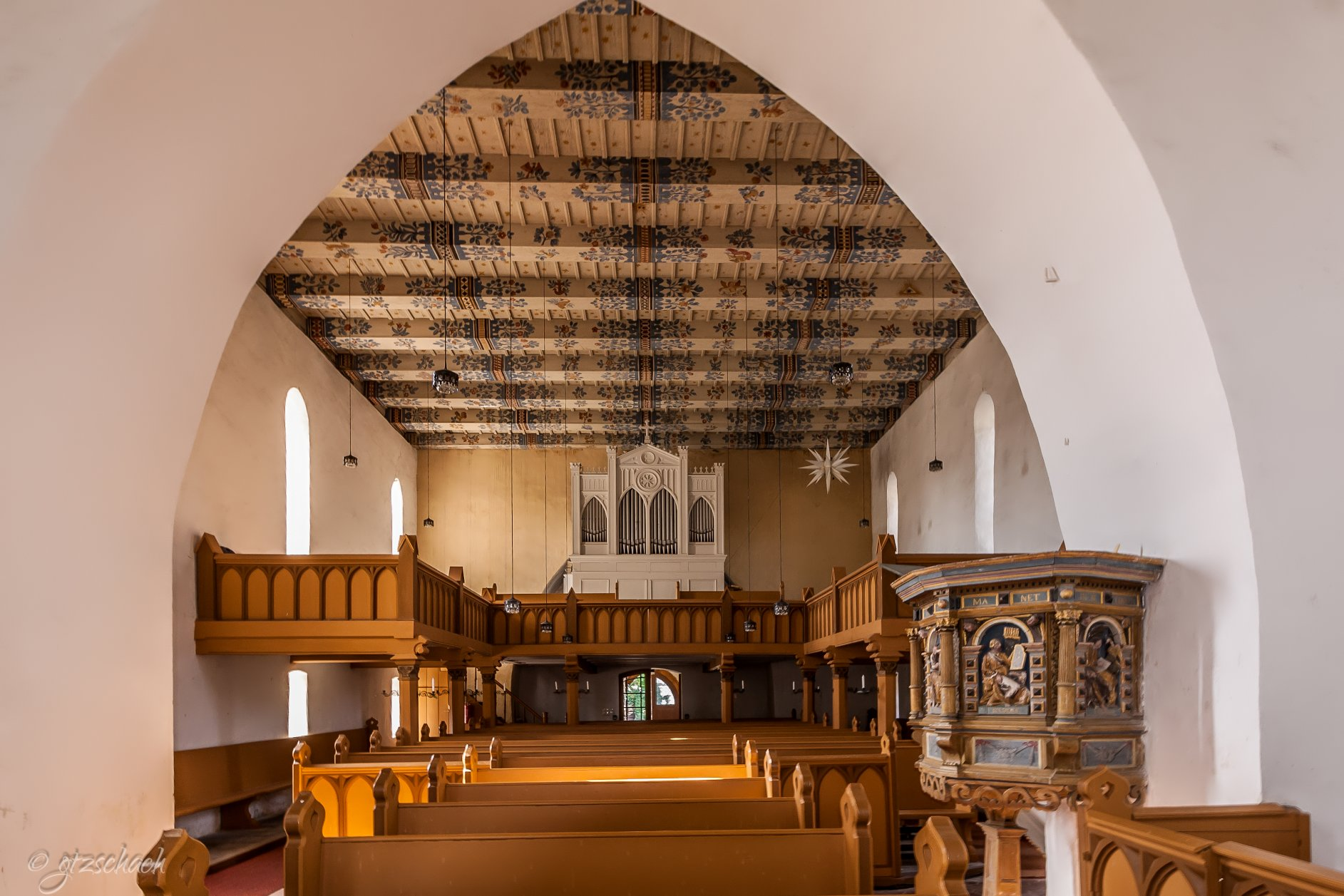
Inneres nach Westen

Die evangelische Dorfkirche Briest ist eine frühgotische Feldsteinkirche im Ortsteil Briest von Schwedt/Oder im Landkreis Uckermark in Brandenburg. Sie gehört zur Kirchengemeinde Gramzow im Evangelischen Kirchenkreis Uckermark der Evangelischen Kirche Berlin-Brandenburg-schlesische Oberlausitz.

## Geschichte und Architektur
Der flachgedeckte rechteckige Feldsteinbau mit eingezogenem Rechteckchor aus der zweiten Hälfte des 13. Jahrhunderts ist durch einen hohen Westquerturm von Schiffsbreite mit Backsteinpartien aus der Bauzeit hervorgehoben (die Geschossbalken wurden auf 1261±10 d dendrochronologisch datiert). Die Kirche ist eine der bedeutendsten Dorfkirchen der Uckermark mit Merkmalen einer mittelalterlichen Stadtkirche. Sie wurde 1931–1939 und 1980–1982 restauriert.
Die Westfront zeigt ein dreifach gestuftes Spitzbogenportal mit einem gestuften Kreisfenster darüber. Auf dem sehr hohen Turmunterteil wurde ein quadratisches Glockengeschoss aus Feldstein mit einer Zwillingsöffnung aus Backstein zwischen schmalen seitlichen Satteldächern erbaut. Die Giebel dieser Satteldächer mit Drillingsöffnungen über einem Fries aus von Rundstäben eingefassten hochrechteckigen Feldern bestehen ganz aus Backstein, ebenso der Abschluss mit Satteldach. Alle Backsteinpartien, die wohl auf den prämonstratensischen Baubetrieb des nahen Klosters Gramzow zurückgehen, wurden mehrfach restauriert oder vollständig erneuert. In der Ostwand ist eine gestaffelte Dreifenstergruppe angeordnet; an der Chorsüdseite vor der ehemaligen Priesterpforte ist eine moderne Vorhalle erbaut, die übrigen Portale sind zugesetzt. Unter dem Traufgesims der Chorsüdwand sind Putzreste mit halbkreisförmigen Doppelstrichritzungen erhalten, die wohl einen Bogenfries imitieren, ähnlich wie in Kerkow, darunter sind stellenweise Fragmente eines gemalten Rankenfrieses erkennbar.
Das flachgedeckte Innere hat einen hohen, in seiner ursprünglichen Form mit drei Altarstufen und originaler Altarmensa erhaltenen Chorraum, der durch einen spitzbogigen Triumphbogen vom Schiff getrennt ist. Eine ebenfalls spitzbogige Öffnung führt vom Schiff zum Turm, hier mit einem bauzeitlichen Treppeneinbau aus Backstein. Ursprünglich war der Turm mit einer heute zerstörten Pendentifkuppel im Glockengeschoss aus Backstein gewölbt. Um 1880 wurde die Öffnung zum Schiff bis auf eine Tür vermauert und gleichzeitig ein zweites Kuppelgewölbe auf Emporenniveau eingezogen; dabei wurde vermutlich der Oberteil der zum Glockengeschoss führenden Mauertreppe ausgebrochen. Die Bemalung der Balkendecke in Chor und Schiff erfolgte 1939.

## Ausstattung
Auf einer großen verputzten Altarmensa aus der Bauzeit mit aufgemaltem Backsteinmauerwerk und Ornamentfries steht der spätgotische Schnitzaltar aus der Zeit um 1500, der mit einem wohl für diesen Zweck geschaffenen, auf 1600 datierten Altaraufsatz zusammengesetzt und 1939 restauriert wurde. Im Mittelschrein des Schnitzaltars ist Maria, von Engeln umgeben zwischen Johannes dem Täufer und Nikolaus (?) dargestellt. In den Flügeln sind Reliefs der Kindheitsgeschichte Jesu zu finden; auf den Flügelrückseiten vier gemalte Passionsszenen, auf den Standflügeln Christophorus und Michael als Seelenwäger; in der Predella die zwölf Apostel zwischen gemalten Darstellungen der heiligen Martin und Georg. Im zweigeschossigen, durch Säulchen gegliederten Aufsatz ist eine Kreuzigungsgruppe gezeigt, darüber der heilige Georg und seitlich gemalt die vier Evangelisten.
Die hölzerne Kanzel ist 1598 datiert und zeigt am polygonalen Korb in Nischen mit diamantierten Pilastern vier Evangelistenreliefs; ein kleines Flachrelief aus Ton (?) mit Kreuzigungsdarstellung von der Kanzelrückwand wird im Pfarrhaus aufbewahrt. Der Taufstein wurde aus Tonguss in der zweiten Hälfte des 19. Jahrhunderts gefertigt. Er ist mit sechs weiblichen Relieffiguren (Betende sowie Personifikationen von Glaube und Andacht) vermutlich aus einer Berliner Werkstatt versehen. Ein Kronleuchter aus Messing mit doppelköpfigem Adler stammt von 1697.
Die hufeisenförmige Empore wurde 1876 geschaffen; gleichzeitig auch die Orgel von Wilhelm Remler mit neun Registern auf zwei Manualen und Pedal. Ein Kelch von 1734 und eine Patene von 1752 sind aus vergoldetem Silber gefertigt. Zwei Leuchterpaare von 1650 und 1732 sowie ein Krug von 1739 bestehen aus Zinn. Schließlich sind noch zwei Taufkannen von 1885 aus Zinn und von 1861 aus Silber zu erwähnen.